# گریشا باغیان
گریشا باغیان (ارمنی: Գրիշա Բաղյան؛ زادهٔ ۱ آوریل ۱۹۵۳) یک  سیاستمدار اهل ارمنستان است که از تاریخ ۱۹۹۰ تا تاریخ ۱۹۹۵ سمت نمایندگی دوره اول شورای عالی جمهوری ارمنستان را برعهده داشت.

## زندگی‌نامه
در ۱ آوریل ۱۹۵۳ در ارمنستان به دنیا آمد . 